# Strigocis bilimeki
Strigocis bilimeki är en skalbaggsart som först beskrevs av Edmund Reitter 1878.  Strigocis bilimeki ingår i släktet Strigocis och familjen trädsvampborrare. Inga underarter finns listade i Catalogue of Life.